# 莫里奧里人
莫里奧里人（英語：Moriori），是分布紐西蘭查塔姆島的南島民族。1933年，最后一个纯种莫里奥里人汤米·所罗门去世。

## 起源
他們是玻里尼西亞人的一支，在1500年從紐西蘭移民至查塔姆島。

## 嚴寒氣候的適應
由於玻里尼西亞人來自熱帶，他們的作物無法在溫寒帶的查塔姆島生長，因此莫里奧里人改為採用狩獵採集生活，食物來源幾乎完全來自海洋：蛋白質來自魚，脂肪來自海豹和年幼的海鳥。
由於人口少生活不安定（只有2000多人），他們內部生活多採和平主義避免爭拗。

## 1835年塔拉纳基毛利人的入侵
1835年11月19日，500名來自紐西蘭北島塔拉纳基的Ngāti Mutunga和Ngāti Tama部落的毛利人持槍劫持了裝載着78噸馬鈴薯的歐洲船羅德尼號，入侵查塔姆島。12月5日又有400多個毛利人再次入侵。毛利入侵者大規模屠殺莫里奧里人，並對幸存者宣布：他們的土地被沒收，他們成為毛利人的奴隸。

## 文化復興
今天，儘管莫里奧里人面臨困難和種族滅絕，但仍享受文化復興，並和毛利人一樣向紐西蘭政府索回土地。